# Гильдебранд (персонаж)

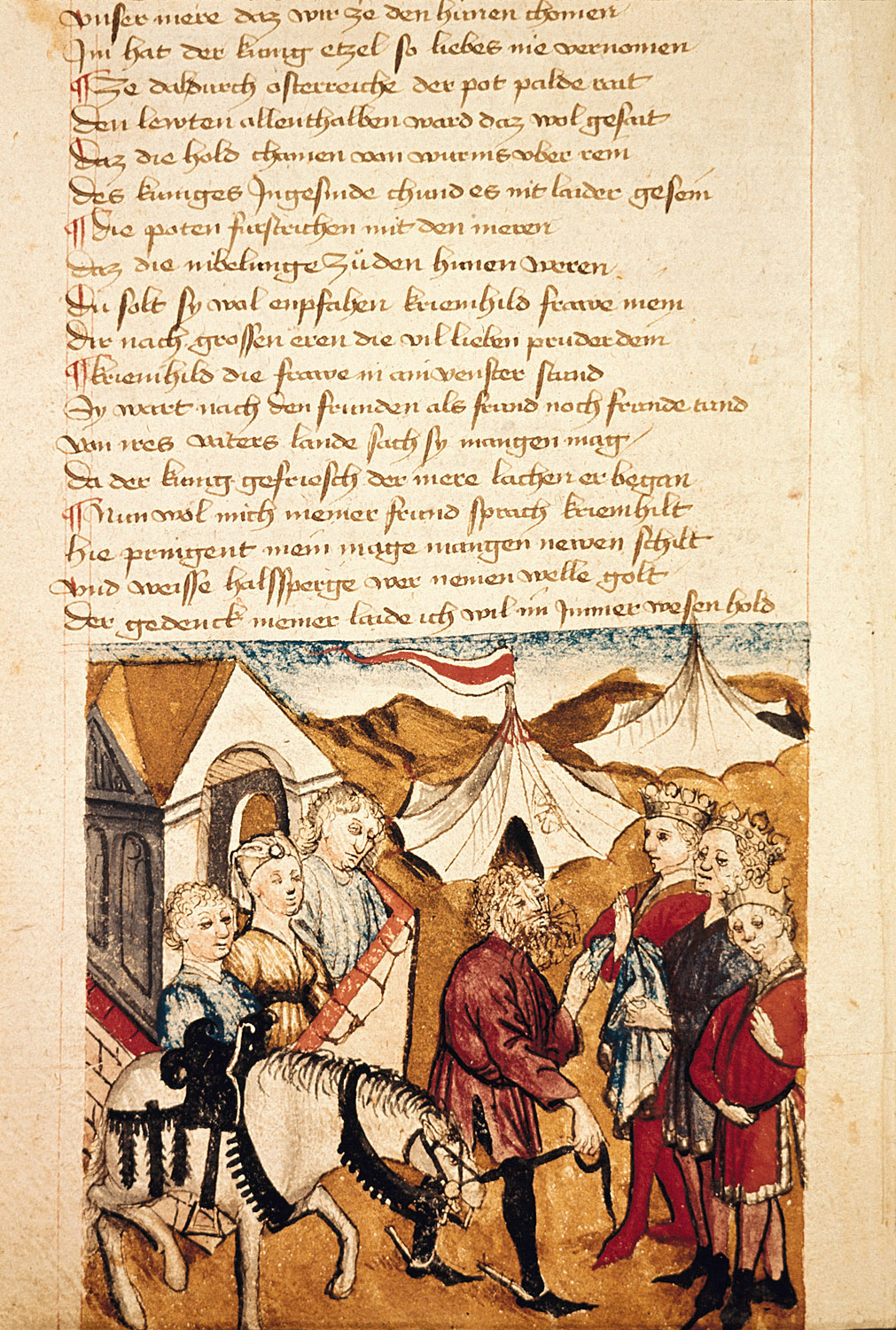
Хильдебранд предупреждает бургундов

Хильдебранд, Гильдебранд (нем. Hildebrand) — персонаж из германской легенды. Имя Хильдебранд на древневерхненемецком языке пишется как Hiltibrant, на древнескандинавском языке — Hildibrandr. Корень hild означает «битва», а brand — «меч».

## Хильдебранд в литературе
- Сага о Тидреке Бернском — собрание северных саг XIII века. Гильдебранд является соратником короля Тидрека и помогает ему совершать подвиги. На древнескандинавском языке.
- Песнь о Хильдебранде — знаменитая песня начала IX века, где в основе сюжета лежит мотив поединка отца с сыном. На древневерхненемецком языке.
- Песнь о Нибелунгах — XII—XIII века. Гильдебранд является оружейником, соратником и отцом Дитриха фон Берна. Гильдебранд убивает Кримхильду, когда она приговаривает к смерти брата, а затем убивает Хагена. На средневерхненемецком языке.
- Смерть Хильдебранда (Ásmundar saga kappabana) — рассказывает, как Гильдебранд борется со своим сводным братом. На древнескандинавском языке
- «Деяния данов» Саксона Грамматика — XII век. Под именем Hildiger. На латыни.
- Песнь юного Хильдебранда (Jüngeres Hildebrandslied) — 1472 год. На средневерхненемецком языке.

## Прототипы
Хотя Хильдебранд связан с реально существовавшими историческими личностями V и VI веков — Одоакром и Теодорихом Великим, сам Хильдебранд не был идентифицирован как исторический персонаж.